# District naval de Sasebo

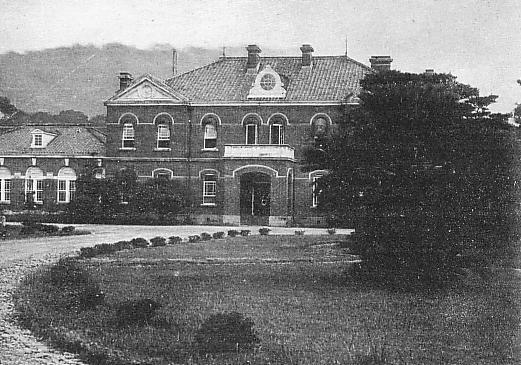
Quartier-général du district naval de Sasebo vers 1930.

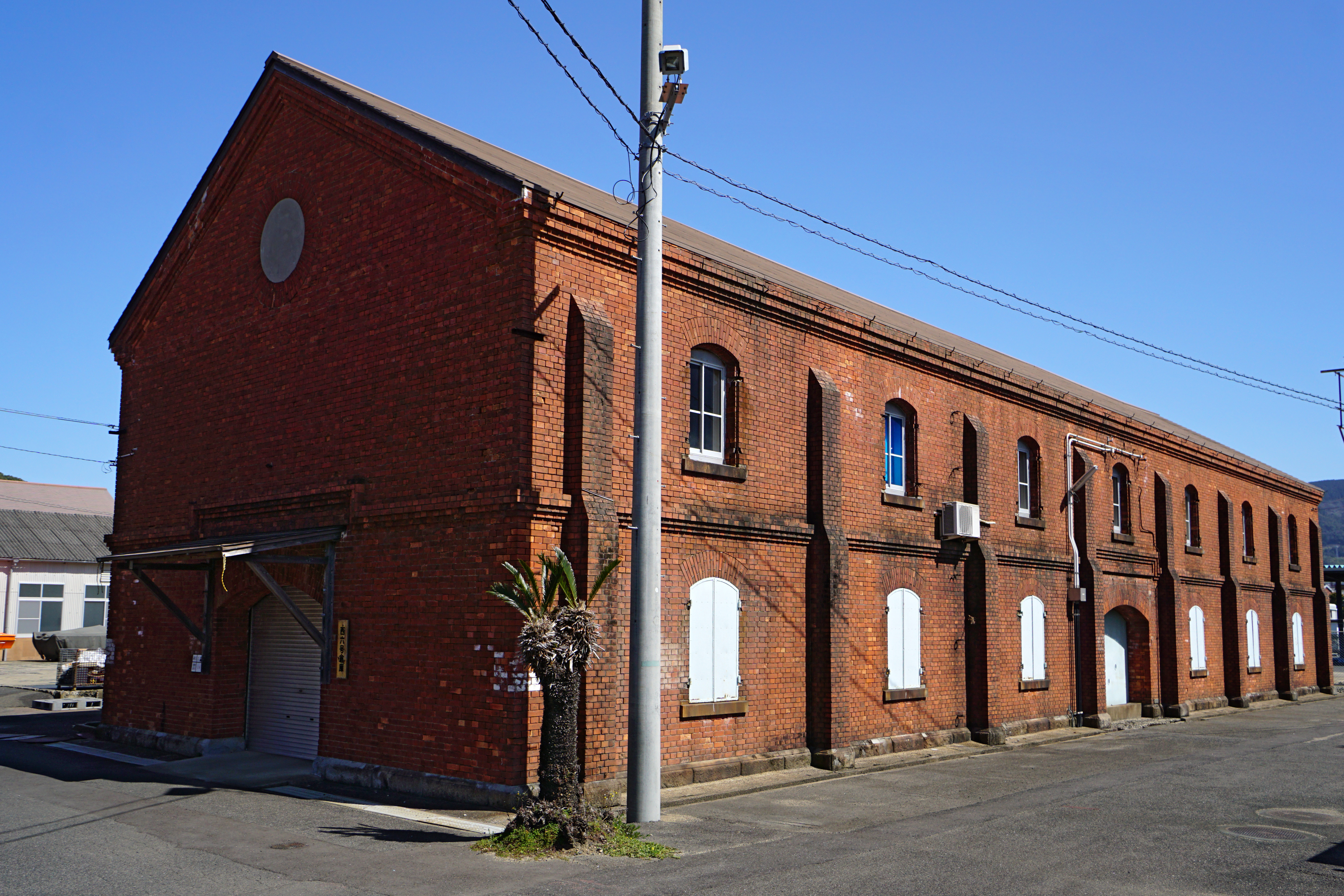
Weaponry Warehouses of Former Sasebo Naval District

Le district naval de Sasebo (佐世保鎮守府, Sasebo chinjufu) est le troisième des cinq principaux districts administratifs de la marine impériale japonaise d'avant-guerre. Son territoire comprend la côte ouest et sud de Kyūshū, les îles Ryūkyū, Taïwan et la Corée, ainsi que les patrouilles dans la mer de Chine orientale et le Pacifique.
La zone de Sasebo comprend également l'arsenal naval de Sasebo, spécialisé principalement dans la construction de destroyers et de petits navires, et son quai d'ancrage était l'un des plus grands du Japon. Le district avait des points d'ancrage dans les ports d'Imari et Hirado ainsi que les ports yokobu (要港部) de troisième rang : Takeshiki (Tsushima), Kagoshima, Kuji (Amami-Ōshima), and Wakamatsu (îles Gotō)

## Histoire
L'emplacement de Sasebo, face à la Chine et la Corée et près du port de traité étranger de Nagasaki, était reconnu d'importance stratégique par le gouvernement de Meiji et la marine impériale japonaise. En 1883, le lieutenant-commandant Tōgō Heihachirō désigne un petit village de pêcheur comme l'emplacement idéal pour une base navale. Avec la formation de la marine en 1886, le Japon est divisé en cinq districts navals (海軍区) avec un quartier-général chacun (鎮守府). Sasebo est désigné comme « troisième district naval » (第三海軍区, dai-san kaigunku), son port est dragué, et un brise-lames, des docks, des installations de stockage de charbon et de réparations navales sont établies, et la base militaire est officiellement ouverte en 1889. Pour montrer l'importance de la base, l'empereur Meiji fait en personne un tour d'inspection en 1890.
La base est connectée au reste du Japon par un chemin de fer en 1898, et l'arsenal naval de Sasebo, qui deviendra l'un des plus grands du Japon pour la construction de petits navires de guerre, commence à fonctionner en 1903. De même que les autres districts navals, Sasebo est encouragé à opérer aussi indépendamment que possible, et les installations comprennent des armureries, des usines de production de torpilles, de mines navales et d'artillerie navale (et des munitions associées), un hôpital naval et des centres d'entraînement. Dans le concept, le district naval est similaire à celui des Sea Frontier (en) de la marine américaine. Le district maintient une petite garnison de navire et les forces de débarquement de la marine impériale japonaise (en) sont rattachées directement à son commandement. La zone accueille également des détachements des nombreuses flottes temporairement assignées au district.
Sasebo est le site de réparations navales le plus proche des zones de combat durant la guerre russo-japonaise de 1904-05 et connait une activité considérable durant le conflit.
En 1920, la marine japonaise établi une base aérienne et un centre de télécommunications en 1922. En 1934, le Tomozuru chavire au large de Sasebo et entraîne la perte de la majeure partie de son équipage. Cet incident provoque un débat sur la conception de base des navires de guerre japonais.
En 1941, les installations de la base sont agrandies considérablement pour la guerre du Pacifique. La base accueille également une importante partie des forces navales spéciales de débarquement. La marine impériale japonaise emploie 60 000 personnes dans les docks et les stations navales associées durant l'apogée de la Seconde Guerre mondiale, pour fabriquer des navires, des sous-marins et des avions.
Cependant, la majeure partie de la base est détruite par des raids aériens américains le 28 juin 1945. Après la reddition du Japon, le port de Sasebo est occupé par la 5e division des Marines américaine, et le district naval de Sasebo est officiellement aboli le 30 novembre 1945.
Des parties des anciennes installations sont encore utilisées aujourd'hui par la marine américaine et la force maritime d'autodéfense japonaise. L'une des anciennes structures est aujourd'hui un musée.

## Ordre de bataille au moment de l'attaque de Pearl Harbor
- Troisième district naval (Amiral Tanimoto)
  - Base navale de Sasebo
    - QG de la base
    - Communications
    - Matériel
    - Rapports
    - Construction
    - Ports & Docks
    - Chantier naval
    - Hôpital de la marine
    - Prison de la marine
    - Dépôt de carburant naval
    - Garnison de la base
    - Forces navales spéciales de débarquement

  - Base sous-marine de Sasebo
  - Groupe aérien de Sasebo
    - 16 Mitsubishi A5M Claude
    - 6 Aichi E13A Jake
    - 15 Kawanishi H6K Mavis

  - Force de garde de Sasebo
    - Escadron de défense côtier de Sasebo
      - PM Kozan Maru

    - Escadron de défense locale de Sasebo
      - PG Shinkyo Maru (2 672 tonnes)
      - PG Shinkyo Maru #5

    - Division 42 de dragueur de mines
      - AMc Seki Maru (297 tonnes)
      - AMc Toshi Maru #7 (297 tonnes)

  - Force de garde de Oshima (basée à Naze sur l'île d'Oshima)
    - AMc Chuon Maru #8
    - AMc Hakata Maru #7 (257 tonnes)
    - AMc Himejima Maru
    - Division 41 de dragueur de mines
      - AMc Kyo Maru #1
      - AMc Kyo Maru #3
      - AMc Kyo Maru #5

## Liste des commandants

### Officier commandant
- Vice-Amiral Baron Noriyoshi Akamatsu (26 septembre 1887 – 27 juin 1891)
- Vice-Amiral Baron Kiyokazu Abo (27 juin 1891 – 12 décembre 1892)
- Amiral de la flotte Vicomte Inoue Yoshika (12 décembre 1892 – 20 mai 1893)
- Vice-Amiral Baron Norimichi Aiura (20 mai 1893 – 13 juillet 1894)
- Vice-Amiral Baron Shibayama Yahachi (13 juillet 1894 – 8 octobre 1897)
- Vice-Amiral Baron Norimichi Aiura (8 octobre 1897 – 19 janvier 1899)
- Amiral de la flotte Marquis Tōgō Heihachirō (19 janvier 1899 – 20 mai 1900)
- Amiral Baron Samejima Kazunori (20 mai 1900 – 2 février 1906)
- Vice-Amiral Baron Shinichi Arima (2 février 1906 – 22 novembre 1906)
- Amiral Baron Uryū Sotokichi (22 novembre 1906 – 1er mars 1909)
- Vice-Amiral Baron Shinichi Arima (1er mars 1909 – 1er décembre 1909)
- Amiral Baron Dewa Shigetō (1er décembre 1909 – 1er décembre 1911)
- Amiral de la flotte Baron Shimamura Hayao (1er décembre 1911 – 25 mars 1914)
- Amiral Fujii Kōichi (25 mars 1914 – 10 août 1915)
- Amiral Baron Yamashita Gentarō (10 août 1915 – 1er décembre 1917)
- Amiral Baron Yashiro Rokurō (1er décembre 1917 – 1er décembre 1918)
- Amiral Takarabe Takeshi (1er décembre 1918 – 27 juillet 1922)
- Amiral Sojiro Tochinai (27 juillet 1922 – 1er juin 1923)
- Vice-Amiral Hanroku Saito (1er juin 1923 – 5 février 1924)
- Amiral de la flotte Hiroyasu Fushimi (5 février 1924 – 15 avril 1925)
- Amiral Saburo Hyakutake (15 avril 1925 – 10 décembre 1926)
- Vice-Amiral Shinzaburo Furukawa (10 décembre 1926 – 12 octobre 1928)
- Vice-Amiral Nobutaro Iida (12 octobre 1928 – 11 novembre 1929)
- Vice-Amiral Tamaki Tosu (11 novembre 1929 – 1er décembre 1930)
- Amiral Katsunoshin Yamanashi (1er décembre 1930 – 1er décembre 1931)
- Amiral Ryozo Nakamura (1er décembre 1931 – 1er décembre 1932)
- Vice-Amiral Seizo Sakonji (1er décembre 1932 – 15 novembre 1933)
- Amiral Mitsumasa Yonai (15 novembre 1933 – 15 novembre 1934)
- Vice-Amiral Shinjiro Imamura (15 novembre 1934 – 2 décembre 1935)
- Amiral Gengo Hyakutake (2 décembre 1935 – 16 mars 1936)
- Vice-Amiral Hajime Matsushita (16 mars 1936 – 1er décembre 1936)
- Amiral Kōichi Shiozawa (1er décembre 1936 – 1er décembre 1937)
- Amiral Teijirō Toyoda (1er décembre 1937 – 15 novembre 1938)
- Vice-Amiral Kamezaburo Nakamura (15 novembre 1938 – 15 novembre 1939)
- Vice-Amiral Noboru Hirata (15 novembre 1939 – 15 octobre 1940)
- Vice-Amiral Tokutaro Sumiyama (15 octobre 1940 – 20 novembre 1941)
- Vice-Amiral Umataro Tanimoto (20 novembre 1941 – 11 novembre 1942)
- Amiral Chūichi Nagumo (11 novembre 1942 – 21 juin 1943)
- Vice-Amiral Marquis Teruhisa Komatsu (21 juin 1943 – 4 novembre 1944)
- Vice-Amiral Rokuzo Sugiyama (4 novembre 1944 – 30 novembre 1945)

### Chef d'État-major
- Capitaine Tameo Nakamizo (25 avril 1889 – 15 mai 1890)
- Contre-amiral Koreyoshi Ogata (15 mai 1890 – 18 février 1891)
- Contre-amiral Masanaga Matsumura (18 février 1891 – 23 juillet 1891)
- Contre-amiral Tadashi Nomura (23 juillet 1891 – 20 mai 1893)
- Vice-Amiral Nagataka Uemura (20 mai 1893 – 5 décembre 1894)
- Vice-Amiral Tomomichi Onomoto (5 décembre 1894 – 27 décembre 1897)
- Vice-Amiral Yoshitomo Inoue (27 décembre 1897 – 23 mai 1898)
- Capitaine Masaki Hashimoto (23 mai 1898 – 22 mars 1899)
- Contre-amiral Ichiro Nijima (22 mars 1899 – 19 juin 1900)
- Contre-amiral Tasuku Serata (19 juin 1900 – 4 juillet 1900)
- Amiral Motaro Yoshimatsu (4 juillet 1900 – 6 juillet 1901)
- Vice-Amiral Hikohachi Yamada (6 juillet 1901 – 19 octobre 1903)
- Contre-amiral Shinjiro Uehara (21 novembre 1903 – 6 juin 1904)
- Vice-Amiral Baron Toshiatsu Sakamoto (6 juin 1904 – 2 novembre 1905)
- Amiral Motaro Yoshimatsu (2 novembre 1905 – 2 février 1906)
- Contre-amiral Ichiro Nijima (2 février 1906 – 7 avril 1906)
- Vice-Amiral Koshi Saito (7 avril 1906 – 21 octobre 1907)
- Contre-amiral Genzaburo Ogi (21 octobre 1907 – 15 mai 1908)
- Vice-Amiral Baron Shinrokuro Nishi (15 mai 1908 – 26 mai 1908)
- Vice-Amiral Tamotsu Tsuchiya (26 mai 1908 – 10 décembre 1908)
- Amiral Baron Yamashita Gentarō (10 décembre 1908 – 4 mars 1909)
- Contre-amiral Genzaburo Ogi (4 mars 1909 – 1er décembre 1909)
- Vice-Amiral Yasutaro Egashira (1er décembre 1909 – 11 mars 1911)
- Amiral Kaneo Nomaguchi (11 mars 1911 – 21 septembre 1911)
- Vice-Amiral Rinroku Eguchi (21 septembre 1911 – 20 avril 1912)
- Vice-Amiral Otojiro Ito (20 avril 1912 – 1er décembre 1913)
- Contre-amiral Ichitaro Nakajima (1er décembre 1913 – 25 mars 1914)
- Vice-Amiral Tomojiro Chisaka (25 mars 1914 – 1er décembre 1914)
- Vice-Amiral Hiromi Tadakoro (1er décembre 1914 – 1er décembre 1916)
- Vice-Amiral Hanroku Saito (1er décembre 1916 – 1er décembre 1917)
- Vice-Amiral Nobutaro Shimomura (1er décembre 1917 – 10 novembre 1918)
- Amiral Saburo Hyakutake (10 novembre 1918 – 1er décembre 1919)
- Vice-Amiral Kenzo Kobayashi (1er décembre 1919 – 1er mai 1922)
- Contre-amiral Kametaro Muta (1er mai 1922 – 1er décembre 1923)
- Vice-Amiral Shiro Furukawa (1er décembre 1923 – 1er décembre 1925)
- Vice-Amiral Yukichi Shima (1er décembre 1925 – 1er décembre 1927)
- Vice-Amiral Togo Kawano (1er décembre 1927 – 10 décembre 1928)
- Vice-Amiral Akira Fujiyoshi (10 décembre 1928 – 1er décembre 1930)
- Vice-Amiral Giichiro Kawamura (1er décembre 1930 – 1er décembre 1931)
- Vice-Amiral Yoshiyuki Niiyama (1er décembre 1931 – 15 novembre 1933)
- Vice-Amiral Eikichi Katagiri (15 novembre 1933 – 15 novembre 1934)
- Contre-amiral Hiroyoshi Tabata (15 novembre 1934 – 1er mars 1935)
- Vice-Amiral Ibō Takahashi (1er mars 1935 – 31 octobre 1935)
- Vice-Amiral Mitsumi Shimizu (31 octobre 1935 – 16 novembre 1936)
- Vice-Amiral Hidesaburo Koori (16 novembre 1936 – 1er septembre 1938)
- Vice-Amiral Masami Kobayashi (1er septembre 1938 – 15 novembre 1939)
- Vice-Amiral Kakuji Kakuta (15 novembre 1939 – 15 octobre 1940)
- Vice-Amiral Shigenori Horiuchi (15 octobre 1940 – 10 octobre 1941)
- Vice-Amiral Gisaburo Yamaguchi (10 octobre 1941 – 2 décembre 1942)
- Vice-Amiral Masaki Ogata (2 décembre 1942 – 15 novembre 1943)
- Vice-Amiral Shigeji Kaneko (15 novembre 1943 – 29 janvier 1945)
- Contre-amiral Keishi Ishii (29 janvier 1945 – 30 novembre 1945)